# Miljöpartiet de Gröna
De Miljöpartiet de Gröna (MP) of kortweg: Miljöpartiet (Nederlands: Milieupartij De Groenen) is een Zweedse politieke partij. De partij werd opgericht in 1981 en was in 1988 voor het eerst vertegenwoordigd in het Zweedse parlement. De MP heeft geen echte leider of voorzitter, maar werkt met een systeem waarbij men twee woordvoerders kiest, omwille de gelijkheid telkens een vrouw en een man.
De partij maakt deel uit van de rood-groene alliantie en onderhoudt zodoende banden met de Sociaaldemocratische partij en de Vänsterpartiet. Toch sluiten de groenen een samenwerking met de meer rechtse Liberalerna en de Centerpartiet niet uit. Wel heeft men aangegeven dat men niet in een regering wil met de Moderata samlingspartiet.
De partij krijgt vooral steun van de jonge, vrouwelijke, stedelijke en hoogopgeleide kiezer.

## Geschiedenis
De MP is opgericht in 1981 uit een aantal groeperingen die zich verzetten tegen kernenergie bij een referendum over die zaak het voorgaande jaar. In 1988 wint de partij voor het eerst zetels in de Riksdag. In 1991 kwam de partij niet uit boven de kiesdrempel van 4%, maar in 1994 kwam de MP terug in het parlement.
Sindsdien blijft de partij steeds boven de kiesdrempel. Zowel bij de verkiezingen van 2010 (7,34% van de stemmen) als de verkiezingen van 2014 (6,8% van de stemmen) veroverde de MP 25 zetels in het parlement, een voorlopig hoogtepunt. Bij de verkiezingen van 2018 viel de partij terug naar 16 zetels (4,4%), in 2022 werden 18 zetels behaald (5,1%).
Bij de Europese verkiezingen van 2019 eindigde de partij met een score van ruim 11%, waardoor de MP met twee afgevaardigden vertegenwoordigd is in het Europees Parlement. Dat zijn er twee minder dan de partij vijf jaar eerder behaalde bij de Europese verkiezingen van 2014. Ook in de meeste lokale raden is de partij vertegenwoordigd.

## Ideologie
De ideologie van de MP is gebouwd op 'solidariteit'; men zegt te streven naar solidariteit met de dieren, de natuur en het ecologische systeem, met toekomstige generaties en mensen van over de hele wereld. De Zweedse groenen stelden zich tot 2008 zich veelal eurosceptisch op. Men wil ook dat kernenergie zo veel mogelijk plaats ruimt voor nieuwe, hernieuwbare en duurzame energiebronnen. Op een schaal van links-rechts, mag men de partij als links klasseren, hoewel men binnen de partij deze classificatie liever niet maakt. In sommige gemeenten werkt de partij niet alleen met linkse, maar ook met centrumrechtse, liberale partijen samen.

## Zetelaantal in de Riksdag
| Jaar | Zetels |
| ---- | ------ |
| 1982 | –      |
| 1985 | –      |
| 1988 | 20     |
| 1991 | –      |
| 1994 | 18     |
| 1998 | 16     |
| 2002 | 17     |
| 2006 | 19     |
| 2010 | 25     |
| 2014 | 25     |
| 2018 | 16     |
| 2022 | 18     |

## Partijleiders (Språkrör)
De partij wordt geleid door zowel een mannelijke als een vrouwelijke woordvoerder.
| Jaren      | Man                                       | Vrouw                                     |
| ---------- | ----------------------------------------- | ----------------------------------------- |
| 1981-1984  | Afgevaardigde van de Politieke Commissie. | Afgevaardigde van de Politieke Commissie. |
| 1984-1985  | Per Gahrton                               | Ragnhild Pohanka                          |
| 1985-1986  | Birger Schlaug                            | Ragnhild Pohanka                          |
| 1986-1988  | Birger Schlaug                            | Eva Goës                                  |
| 1988-1990  | Anders Nordin                             | Fiona Björling                            |
| 1990-1991  | Jan Axelsson                              | Margareta Gisselberg                      |
| 1991-1992  | Jan Axelsson                              | Vacant                                    |
| 1992-1999  | Birger Schlaug                            | Marianne Samuelsson                       |
| 1999-2000  | Birger Schlaug                            | Lotta Nilsson Hedström                    |
| 2000-2002  | Matz Hammarström                          | Lotta Nilsson Hedström                    |
| 2002-2011  | Peter Eriksson                            | Maria Wetterstrand                        |
| 2011-2016  | Gustav Fridolin                           | Åsa Romson                                |
| 2016-2019  | Gustav Fridolin                           | Isabella Lövin                            |
| 2019-2021  | Per Bolund                                | Isabella Lövin                            |
| sinds 2021 | Per Bolund                                | Märta Stenevi                             |